# Didier Eribon
Didier Eribon (Reims, 10 luglio 1953) è un sociologo e filosofo francese.
È professore alla facoltà di filosofia, scienze umane e sociali dell'università d'Amiens e ricercatore al CURAPP-ESS ed è stato visiting professor all'università di Berkeley, e all'università di Cambridge, nel King's College.

## Insegnamento
Didier Eribon è professore alla Facoltà di Filosofia, Scienze Umane e Sociali. È stato per diversi anni Visiting Professor of Philosophy and Theory all'Università di Berkeley negli Stati Uniti, dove ha tenuto un seminario di ricerca per dottorandi. È stato inoltre Visiting Scholar all'Institute for Advanced Study di Princeton. Partecipa alla vita universitaria e intellettuale sia dell'Europa sia degli Stati Uniti attraverso corsi, seminari e conferenze.
Didier Eribon ha organizzato al Centre Georges Pompidou, nel giugno 1997, un colloquio dedicato agli studi gay e lesbici e alla teoria queer, colloquio al quale presero parte anche Monique Wittig ed Eve Kosofsky Sedgwick. L'anno successivo ha pubblicato gli atti del colloquio con il titolo di Les Études gays et lesbiennes (Ed. Georges Pompidou, 1998).
Dal 1998 al 2004 ha animato un seminario all'École des hautes études en sciences sociales sugli studi gay, lesbici e queer. Questo seminario, al quale ha invitato importanti ricercatori statunitensi (come Judith Butler, Georges Chauncey, Leo Bersani, Michael Warner, Michael Lucey, Carolyn Dinshaw) e francesi (come Pierre Bourdieu, Michel Tort, Jeanne Favret-Saada) ha contribuito ad avviare in Francia questo nuovo campo di ricerca.
È titolare di una tesi di abilitazione a dirigere ricerche presso la Sorbona di Parigi.

## Giornalismo
Ha cominciato la sua carriera come critico letterario a Libération dal 1979 al 1983 e poi, a partire dal 1984, e fino alla metà degli anni novanta ha lavorato per Nouvel Observateur.

## Il suo lavoro teorico
Didier Eribon è l'autore di una quindicina di opere di argomento filosofico, sociologico e di storia delle idee, tra cui una biografia di Michel Foucault nel 1989 (che conta venti traduzioni) seguita nel 1994 dal testo Michel Foucault et ses contemporains, e, nel 1999 da Réflexions sur la question gay ( Riflessioni sulla questione gay), presto divenuto un punto di riferimento per i Genders Studies, gli studi gay e lesbici e la teoria Queer. I suoi lavori in questo ambito di studi gli hanno permesso di essere il «laureato» 2008 del James Robert Brudner Memorial Prize, prestigioso premio assegnato ogni anno dall'università di Yale per onorare un «illustre contributo, su scala internazionale, nel campo degli studi gay e lesbici». È stata la prima volta che un autore non statunitense otteneva questo riconoscimento. Didier Eribon ha tuttavia restituito il premio nel maggio 2011 per protestare contro la sua attribuzione per l'anno 2011-2012 a un autore statunitense che Eribon accusa di aver «vergognosamente plagiato» i suoi libri, in particolar modo Une morale du minoritaire.
Nei suoi libri si occupa anche di letteratura (Gide, Proust, Jouhandeau, Genet), e affronta una rilettura dell'eredità intellettuale degli anni '70 (Deleuze e Guattari, Foucault…), delle opere di Bourdieu (di cui fu un caro amico e un interlocutore privilegiato dal 1979 alla sua morte), di Derrida, di Sartre, nonché una riflessione sui meccanismi di potere che assicurano il perpetuarsi della normatività e delle forme di assoggettamento. Eribon propone in questo modo un'analisi storica e sociale della formazione dei «soggetti» sociali, degli individui e dei gruppi.
In Riflessioni sulla questione gay, offre nella prima parte (rifacendosi a sociologi come Goffman, Bourdieu, Pollack o a storici come Georges Chauncey o Joan W. Scott) una sociologia della dominazione e delle identità. Insiste in particolar modo sull'ingiuria e sul suo carattere costitutivo nella soggettività degli individui stigmatizzati. Contro i pensatori neo-kantiani del soggetto «autonomo» e disinserito dalle sue iscrizioni sociali, Eribon mostra come l'individuo è sempre plasmato dal posto che gli viene assegnato dall'ordine sociale, o dall'ordine sessuale. Questo si traduce a livello di traiettorie individuali (migrazione verso le grandi città, presa di distanza dai rapporti con le famiglie, scelta di studi e professioni, rete di sociabilità). La libertà non può conquistarsi dunque se non riformulando e reinventando la soggettività assoggettata. La maggior parte delle volte, questo avviene attraverso delle mobilitazioni collettive e delle lotte «politiche», molto estese, che inglobano sia i movimenti sociali e culturali sia le battaglie condotte nella letteratura e nella teoria. Da qui l'interesse che Eribon ha rivolto al sentimento della vergogna. Questo lo ha portato a mettere radicalmente in questione i presupposti ideologici che strutturano spesso i discorsi: è in questa prospettiva, per esempio, che decostruisce il pensiero psicoanalitico, in particolar modo lacaniano, al quale si sforza di opporre, partendo dall'analisi della soggettività minoritaria, una concezione sociologica dell'inconscio e un'altra teoria del soggetto. È il progetto che sviluppa soprattutto in un suo testo del 2001, che molti considerano come il suo libro più importante Une morale du minoritaire (Una morale del minoritario). Il suo testo Échapper à la psychanalyse (Sfuggire alla psicoanalisi), uscito nel 2005, è stato oggetto di molti dibattiti. Ha continuato il suo dialogo critico con la psicoanalisi in occasione di colloqui e conferenze davanti ad associazioni di psicoanalisti, come per esempio all'École de la cause freudienne, dove ebbe uno scambio con Judith Miller, figlia di Lacan.

## Un intellettuale impegnato
Didier Eribon è un intellectuel engagé (ovvero un intellettuale impegnato politicamente). Rifacendosi alla tradizione del «pensiero critico», in particolar modo quella degli anni sessanta e settanta, si oppone con fermezza alla restaurazione conservatrice (che secondo lui ha caratterizzatogli anni ottanta e novanta in Francia) e alle derive neo-reazionarie analizzate nel suo libro uscito nel 2007: D'une révolution conservatrice et de ses effets sur la gauche française (A proposito di una rivoluzione conservatrice in Francia e dei suoi effetti sulla sinistra francese). In quest'opera, che lui presenta come un «intervento radicale nel campo della filosofia politica», riflette sul pensiero di sinistra. A suo avviso la sinistra non è caratterizzata da un insieme di concetti, di nozioni o di problemi che dovrebbero esserle propri (sottolinea per esempio come la nozione di «interesse generale» ha potuto essere utilizzata da pensatori molto diversi e per delle scelte politiche molto differenti tra loro), ma da un modo di fare opposizione e da un punto di vista sul mondo sociale il cui obiettivo è sempre stato quello decriptare i meccanismi di potere e di dominazione dissimulati in ciò che si presenta come neutro o fondato, nell'ambito della ragione, del diritto e della natura. Si tratta per lui di fondare un «éthos» indomabile, sempre aperto all'avvenire e a ciò che avviene. Questo libro può anche essere letto come una riflessione sulla figura dell'intellettuale e dei suoi rapporti ai movimenti sociali da un lato, a chi governa, e allo Stato dall'altro. Secondo Eribon la funzione del lavoro intellettuale è di assicurare una mediazione tra la critica radicale delle istituzioni e le possibilità delle riforme concrete delle istituzioni.
Didier Eribon è anche intervenuto in modo più diretto nella politica francese sostenendo i movimenti di contestazione che agivano secondo la logica del disordine, in particolar modo quei movimenti che militavano in favore dei diritti dei gay, delle lesbiche e dei transgender.
Nel 1996 scrive il Manifesto per il riconoscimento della coppia omosessuale, pubblicato su Le Nouvel Observateur e firmato da 234 intellettuali francesi.
Ha dato origine nel 2004 al «Manifesto per l'uguaglianza dei diritti» insieme un piccolo gruppo di giuristi, avvocati, intellettuali e rappresentanti dei movimenti. Questo Manifesto ha portato al tentativo del primo matrimonio omosessuale in Francia, celebrato a Bègles, nel 2004, dal sindaco Noël Mamère. Eribon ha sempre insistito, tuttavia, sul fatto che il diritto al matrimonio per le coppie dello stesso sesso, rivendicato in nome dell'uguaglianza dei diritti (ovvero l'accesso per tutti a dei diritti esistenti solo per alcuni) era soltanto uno degli aspetti di un processo molto più vasto, e in larga parte imprevedibile, d'invenzione e di creazione di nuovi diritti. Come per esempio il riconoscimento di differenti forme di unione familiare, sessuale, affettiva, e amicale (la possibilità due amici o amiche –spesso persone anziane – di veder riconosciuto il loro legame di solidarietà) come erano previste nella prima versione dei Pacs in Francia. Queste riflessioni, così come il resoconto di tutte le tappe che hanno portato al matrimonio di Bègles, sono pubblicate nel suo libro Su questo istante fragile (Sur cet instant fragile), uscito nel 2004 in Francia e nel 2010 in Italia. 
Sia nel suo lavoro teorico sia nei suoi interventi politici la questione verte sul fondare un'etica democratica che sarebbe accogliente all'«altro», vale a dire alla molteplicità irriducibile dei modi di vita e delle aspirazioni: un'etica che si fisserebbe per obiettivo di dare il maggior numero possibile di diritti al maggior numero possibile di individui, cercando così di aprire continuamente lo spazio della libertà e delle possibilità di vivere la vita che ci si sceglie. Ciò che lui definisce come un'etica (e una politica) della generosità.

## Opere principali

### Réflexions sur la question gay (Riflessioni sulla questione gay)
Uscito nel 1999 questo libro si è presto imposto come un classico su scala internazionale, aprendo per la prima volta in Francia una riflessione gay e lesbica.
Il titolo del libro è un evidente tributo a Sartre e al suo Réflexion sur la question juive. La sua opera è infatti per Eribon uno strumento indispensabile per apprendere i fenomeni di rivendicazione culturale e i movimenti delle minoranze (p.22).
Se nel titolo e nelle analisi l'autore fa riferimento esclusivamente alla questione gay, è per una scelta deliberata che non è dettata né da un disinteresse per l'omosessualità femminile, né per riprodurre quel gesto classico di escludere le donne quando si parla dell'omosessualità in generale, ma perché affrontare il problema di come si costituisce una soggettività gay non può che rimandare a delle analisi che richiedono approcci differenti per gli uomini e per le donne, come per esempio: la socializzazione nella famiglia, nella scuola, il rapporto alle professioni, la sessualità, la costruzione dei «generi». Tutto questo avrebbe reso impossibile prendere in esame «la questione gay e lesbica» come se si trattasse di un insieme omogeneo (cfr. 24).
Il libro è diviso in tre parti. Nella prima (intitolata Un mondo d'ingiurie) Eribon approfondisce i processi di assoggettamento a cui sono sottoposti i gay, mostrando come, a ben guardare, queste modalità non siano così differenti da quelle adottate un secolo fa. A questo scopo egli si rifà sia ai testi di scienze sociali sia ai testi letterari, in particolar modo a Proust. La prima modalità attraverso cui viene assegnata un'identità inferiorizzata ai gay è l'ingiuria. Gran parte del successo di questo libro è dovuta, infatti, alle analisi sul valore performativo del linguaggio, che si rifanno soprattutto a John D'Austin e a Judith Butler. Non a caso il testo comincia in questo modo: «All'inizio di tutto c'è l'ingiuria» e questo incipit costituisce il punto di partenza di un insieme di riflessioni che rinnovano profondamente l'approccio al problema dell'assoggettamento e della dominazione. Eribon insiste sulla forza del linguaggio e della stigmatizzazione, e sulla violenza delle parole che feriscono, inserendole in una teoria generale dell'ordine sociale: «il linguaggio non è mai neutro, e gli atti di nominazione hanno degli effetti sociali, definiscono delle immagini e delle rappresentazioni» (p. 23). Dimostra come l'ingiuria preesista agli individui e partecipi alla loro costituzione. L'ingiuria «mi dice chi sono nella misura in cui mi fa essere ciò che sono» (p. 28). Contrariamente a quelli che credono che esista un «io» forte, che resiste a qualsiasi trattamento, l'autore mostra come, al contrario, l'«io» sia formato da queste esperienze di inferiorizzazione, che possono essere molto precoci e tradursi poi in una serie di atteggiamenti come: temere l'insulto, sapersi suscettibile di essere smascherato in ogni momento, doversi nascondere... tutti atteggiamenti che producono una soggettività «assoggettata». L'ingiuria, come tutte le violenze, partecipa alla riproduzione di un ordine sociale che non tocca solo gli omosessuali, ma tutti gli individui appartenenti a una categoria.
L'ingiuria mi fa sapere che sono qualcuno che non è come gli altri, non nella norma. Qualcuno di queer: strano, bizzarro, malato. Anormale.
L'insulto è dunque un verdetto. È una sentenza quasi definitiva, una condanna all'eternità, e con la quale bisogna vivere. Un gay impara la sua differenza sotto lo choc dell'ingiuria e dei suoi effetti, di cui il principale è sicuramente la presa di coscienza di questa dissimmetria fondamentale che instaura l'atto del linguaggio: scopro che sono qualcuno di cui si può dire questo o suello, qualcuno a cui si può dire qualsiasi cosa, qualcuno che è oggetto di sguardi, di discorsi, e che è stigmatizzato da questi sguardi e da questi discorsi. L' «atto di nominare» produce una presa di coscienza di se stesso come un «altro» che gli altri trasformano in oggetto. [...] L'ingiuria è dunque una perlustrazione e allo stesso tempo un'espropriazione. La mia coscienza è «investita da altri» e io sono disarmato davanti a questa aggressione. […]
L'ingiuria non è solo una parola che descrive. Non si contenta di annunciarmi chi sono. Se qualcuno mi tratta da «lurido frocio» (o «lurido negro» o «lurido ebreo»), o anche, semplicemente da «frocio» («negro» o «ebreo») non cerca di comunicarmi un'informazione su di me. Chi lancia l'ingiuria mi fa sapere che ha presa su di me, che sono in suo potere. E questo potere è prima di tutto quello di ferirmi. Di segnare la mia coscienza con questa ferita scrivendo la vergogna nel più profondo della mia mente. Questa coscienza ferità, vergognosa di se stessa, diviene un elemento costitutivo della mia personalità.
L'insulto e i suoi effetti sono solo la parte visibile di un'interpellazione più profonda che le strutture sociali, mentali e sessuali hanno, già prima ancora dell'insulto, operato sulle minoranze. Il linguaggio non è che il veicolo (di cui l'ingiuria è il sintomo più acuto) dell'ordine sociale e sessuale che produce il soggetto come soggettività e come assoggettamento, vale a dire come una persona adattata alle regole e alle gerarchie della società (cfr. P 85). Molti anni dopo, riprendendo il discorso su questa parte del libro, Eribon dirà che :« la prima parte di Réflexions sur la question gay si può leggere come un'autobiografia trasfigurata in analisi storica e teorica o, se si preferisce, come un'analisi storica e teorica ancorata in un'esperienza personale».
Nella seconda parte (intitolata Spettri di Wilde) sono presentate le tappe cruciali della costituzione dell'identità gay moderna nel XIX secolo. La ricchezza e la diversità del materiale utilizzato è riconducibile al progetto di mostrare il movimento che conduce dall'assoggettamento alla reinvenzione di sé
La repressione dell'omosessualità ha storicamente nutrito la determinazione a esprimerla. E quest'espressione si è insinuata nei modi di pensare di coloro che insultavano i gay. È questo intreccio della parola gay e del discorso omofobo che ho cercato di mostrare qui.
In questo senso, dopo aver mostrato le modalità attraverso cui i gay sono stati «assoggettati» dall'ordine sociale, vengono ripercorse le tappe attraverso cui essi hanno, in epoche diverse, e con modalità diverse, resistito alla dominazione producendo dei modi di vita gay e degli spazi di libertà. L'autore parte dagli scritti degli ellenisti di Oxford della metà del XIX secolo, da quelli di Oscar Wilde, fino ad arrivare alla letteratura contemporanea per mostrare un esempio di un vasto processo : l'emergere di un discorso letterario e intellettuale che si è sforzato di conferire legittimità a ciò che era vietato. Eribon mostra allora come il processo di Oscar Wilde da un lato mise un termine provvisorio all'emergenza di questo discorso pubblico e dall'altro ne alimento' il risorgere (soprattutto in Gide e Proust).
La terza parte (intitolata Le eterotopie di Michel Foucault) propone una lettura biografica e teorica dei testi di Foucault, evidenziandone le promesse e i limiti. Eribon si interroga su cosa possa essere una «cultura gay» oggi, e come i gay possano riformulare loro stessi e la loro personalità in un gesto sempre nuovo di scarto rispetto alle norme. In questa parte propone un'analisi dei rapporti tra strutture di dominazione e processi di resistenza. Commenta soprattutto i passaggi di Foucault sul potere come relazione e come produzione, e sulla storia delle norme e dei dispositivi di controllo della sessualità.

#### Retour à Reims (Ritorno a Reims)
In un'intervista pubblicata sul mensile letterario «Le Matricule des anges» Didier Eribon racconta così la genesi del suo libro, Retour à Reims:
Qualche giorno dopo la morte di mio padre, il 31 dicembre 2005, mi sono messo davanti al mio computer e mi sono lanciato in una sorta di chiarimento con me stesso. Mi sentivo spinto da un'irrefrenabile necessità interiore. Mi si era imposta. Spesso il processo di «ritorno» è attivato dalla morte di un genitore. Lo si trova ne La place di Annie Ernaux, ne L'énigme du retour di Dany Lafférière, in Succession ouverte di Driss Chraïbi… È un momento in cui si è obbligati a porsi delle domande che si era più o meno riusciti a lasciare da parte. Così, dopo qualche settimana, e dopo qualche decina di pagine, mi sono fermato: impossibile andare avanti. Sicuramente tutto questo smuoveva troppe cose seppellite. Sono passato ad altro. Ci sono ritornato solo nella primavera del 2008: e per un anno ci ho lavorato freneticamente. A luglio 2009 ho dato il testo alla mia editrice. A lei non piaceva il titolo Retour à Reims. Dal momento che non avevo altre idee l'ho conservato. Credo di aver avuto ragione.
Quest'opera ha avuto un'importante risonanza sia nella stampa francese (è stata accolta da Anni Ernaux su Le Nouvel Observateur come «un magnifico esempio di vita illuminata dagli strumenti teorici, in un andamento di scrittura che lega strettamente l'intimo, il sociale e il politico» e definita un «formidabile successo» da Le Monde des livres, 21/06/2013) sia nel mondo intellettuale, al punto che oggi è considerata senza dubbio uno dei libri di scienze sociali che hanno avuto il più grande successo in Francia dopo La Distinction di Pierre Bourdieu.
Reims è una città della Francia situata nello Champagne, che dista 140 km da Parigi e nel testo simbolizza non solo la città natale di Didier Eribon, ma anche l'ambiente di origine in cui vive la sua famiglia e nel quale non è mai più tornato dopo il suo trasferimento a Parigi all'inizio degli anni settanta. Solo dopo la morte del padre, di cui non ha voluto assistere ai funerali, decide di ritornare, per far visita a sua madre. Questo lutto non gli causa dolore («Non lo amavo. Non l'ho mai amato. Sapevo che i suoi mesi, e poi i suoi giorni erano contati e non avevo cercato di rivederlo un'ultima volta», p. 15), ma un profondo smarrimento perché si rende conto che ciò che insieme a Reims ha allontanato e rifiutato è tutta una parte di se stesso e delle sue origini: l'infanzia nelle case popolari, il padre operaio, la madre donna delle pulizie, il fratello apprendista-macellaio. In questo incontro con sua madre constata come investirsi nella causa della dominazione degli omosessuali abbia rappresentato per lui un cambiamento progressivo di ambiente sociale:
Una domanda aveva cominciato a ossessionarmi qualche tempo prima, una volta superato il passo del ritorno a Reims. Si formulava in modo sempre più netto e preciso nei giorni che seguirono questo pomeriggio passato a guardare delle foto con mia madre, il giorno dopo i funerali di mio padre: «Perché, io che ho tanto scritto sui meccanismi della dominazione, non ho mai scritto sulla dominazione sociale?» E anche: «Perché, io che ho tanto provato la vergogna sociale, la vergogna dell'ambiente da cui venivo quando, ormai trasferitomi a Parigi, ho conosciuto persone che venivano da ambienti sociali così diversi dal mio, alle quali spesso più o meno mentivo sulle mie origini di classe, o davanti alle quali mi sentivo profondamente imbarazzato nel confessare queste origini, perché dunque non ho mai avuto l'idea di affrontare questo problema in un libro o in un articolo? Formuliamolo così: mi fu più facile scrivere sulla vergogna sessuale che sulla vergogna sociale. […] Perché la decisione di lasciare la città dove sono nato e dove ho passato tutta la mia adolescenza per andare a vivere a Parigi, quando avevo 20 anni, significò anche per me un cambiamento progressivo di ambiente sociale. Di conseguenza non sarebbe esagerato affermare che l'uscita dalla gabbia sessuale, il desiderio di assumere e affermare la mia omosessualità, coincisero nel mio percorso personale con l'entrata in quella che potrei descrivere come una gabbia sociale, vale a dire delle costrizioni imposte da un'altra forma di dissimulazione, un altro tipo di personalità dissociata o di doppia coscienza (con gli stessi meccanismi ben conosciuti della gabbia sessuale: i sotterfugi per depistare, i rari amici che sanno ma mantengono il segreto, i differenti registri di discorso in funzione delle situazioni e degli interlocutori, il controllo permanente di sé, dei propri gesti, delle proprie intonazioni, espressioni, per non lasciar trasparire nulla, per non «tradire» se stesso, ecc).
La sua traiettoria sociale gli ha fatto integrare profondamente una forma di vergogna delle sue origini, una sorta di rimozione di tutto ciò che lo legava alla sua famiglia. Ritorna qui lo stesso dilemma centrale nelle analisi di Bourdieu, autore più volte citato nel testo: chi conosce una mobilità sociale ascendente alla fine finisce per integrare, in parte, le categorie di giudizio dei dominanti. E come Bourdieu, che aveva vergogna del suo accento meridionale e cercava di nasconderlo a ogni costo, Eribon spiega, attraverso una serie di aneddoti, come la vergogna delle sue origini si insidiava in molti dettagli della sua vita parigina.
Inizia così un vero e proprio viaggio di ritorno nel mondo dei suoi genitori e dei suoi fratelli per comprenderli, per capire quale violenza e determinismo sociali si siano imposti su di loro: descrive la dura realtà della vita operaia («un corpo d'operaio, quando invecchia, mostra a tutti gli sguardi che cos'è la verità dell'esistenza di classe», p. 85) ma anche le contraddizioni di questo mondo con l'immagine idealizzata della classe operaia, che gli rendevano difficile il rapportarcisi (l'invidia sociale, i desideri borghesi, il razzismo, l'omofobia…), riporta l'esempio dei fratelli che non hanno accesso agli studi lunghi come uno tra i tanti esempi di selezione sociale operata dal sistema scolastico, e, nella terza parte del libro, analizza il posizionamento elettorale della sua famiglia. Qui viene descritta l'adesione naturale della classe operaia al partito comunista, cambiata profondamente negli anni '80 per quella al Fronte Nazionale (un partito di estrema destra). Viene analizzato come la vittoria della sinistra e il suo governo sfociarono ben presto in una disillusione degli ambienti popolari e un distacco verso quei politici a cui avevano dato il loro voto a da cui, ormai, si sentivano traditi:
Sentivo spesso allora questa frase (mia madre me la ripeteva ogni volta che aveva l'occasione di parlarmi): «La sinistra, la destra, non c'è differenza, sono tutti uguali, e sono sempre gli stessi che pagano». La sinistra socialista si lanciava sulla via di una mutazione profonda, che si andava accentuando di anno in anno, e cominciava a posizionarsi con un entusiasmo sospetto sotto l'influenza degli intellettuali neo conservatori che, col pretesto di rinnovare il pensiero di sinistra, lavoravano per cancellare tutto ciò che faceva sì che la sinistra fosse la sinistra. Si produceva, in realtà, una metamorfosi generale e profonda tanto degli ethos che delle referenze intellettuali. Non si parlò più di sfruttamento e di resistenza, ma di «modernizzazione necessaria» e di «rifondazione sociale», non si parlò più di rapporti di classe, ma di «vivere insieme», non si parlò più di destini sociali, ma di «responsabilità individuale». La nozione di dominazione e l'idea di una polarità strutturante tra i dominanti e i dominati dal paesaggio politico della sinistra officiale, a vantaggio dell'idea neutralizzante di «contratto sociale», nel cui quadro gli individui definiti come «uguali nel diritto» («uguali»? Di che scherzo osceno si tratta?) erano chiamati a dimenticare i loro «interessi particolari» (vale a dire a tacere e a lasciare i governanti governare come volevano).
Gli obiettivi ideologici di questa filosofia politica, secondo Eribon, erano l'esaltazione del soggetto autonomo e la volontà di liquidare i pensieri che prendono in considerazione i determinismi storici e sociali. I partiti di sinistra e i loro intellettuali avevano smesso di parlare il linguaggio dei governati, e avevano cominciato a parlare il linguaggio dei governanti, causando un senso di abbandono nelle classi popolari e un conseguente interesse verso quel partito che si sforzava di ridare un senso alla loro esperienza vissuta:
Mia madre ha finito per ammettere, dopo avermi sempre detto il contrario, che le era capitato di votare per il Fronte nazionale («una sola volta» precisò, ma non sono certo che bisognasse crederle su questo punto. «È stato per dare un segnale di avvertimento, perché le cose non andavano», si giustificò una volta superato l'imbarazzo dell'ammissione. E stranamente aggiunse, a proposito del voto in favore di Le Pen al primo turno: «Le persone che votavano per lui non lo volevano. Al secondo turno si è votato normalmente»).
L'autore analizza così la differenza tra il voto dato al partito comunista negli anni '70 e quello («più intermittente, meno fedele», p. 193) dato al Fronte Nazionale, e le categorie politiche a cui rimandano questi due tipi di voto (pp.139-143). Ma ritrova anche nel successo del Fronte Nazionale tra le classi operaie dei sentimenti tipici di questa classe già negli anni '60 e '70, come: la volontà di espellere gli immigrati, e l'istituzione di un canale preferenziale «nazionale» per gli impieghi e le prestazioni sociali, l'indurimento repressivo della politica penale, l'attaccamento al principio della pena di morte e alla sua applicazione, la possibilità di uscire dal sistema scolastico a 14 anni.
Per Eribon bisogna dunque costantemente riflettere sull'antinomia presente tra il carattere ineluttabile, per le classi popolari, della delegazione di sé, e il rifiuto di lasciarsi espropriare dai loro rappresentanti, nei quali finiscono per non riconoscersi più perché quando la sinistra si rivela incapace di organizzarsi come lo spazio e il crocevia in cui si pongono le questioni e in cui si investono desideri ed energie, è la destra o l'estrema destra che attira queste energie:
È dunque il compito che incombe ai movimenti sociali e agli intellettuali critici: costruire delle griglie teoriche e dei modi di percezione politici che permettano non di cancellare –impresa impossibile – ma di neutralizzare al massimo le passioni negative all'opera nel corpo sociale e soprattutto nelle classi popolari; offrire altre prospettive e schizzare così un avvenire per quella che potrebbe chiamarsi, ancora una volta, la sinistra.
Parallelamente alla traiettoria della sua famiglia Didier Eribon tesse un'autoanalisi del suo percorso personale e sociale, di come abbia sempre avuto la sensazione profonda di appartenere a una classe, sentimento che non accompagna, al contrario, chi viene da un ambiente sociale più elevato:
Per ciò che mi riguarda, ho sempre provato nel più profondo di me stesso il sentimento di appartenere a una classe. Questo non significa l'appartenenza a una classe cosciente di se stessa. Si può avere coscienza di appartenere a una classe senza che questa classe abbia coscienza di se stessa in quanto classe, e nemmeno in quanto «gruppo nettamente definito». Ma un gruppo la cui realtà è malgrado tutto provata nelle situazioni concrete della vita quotidiana. Per esempio, quando mia madre ci portava, a me e a mio fratello, i giorni in cui non avevamo scuola, dalle persone per cui lavorava come donna delle pulizie. Mentre lei lavorava, noi restavamo in cucina, e sentivamo la signora chiederle di fare questa o quell'altra cosa, farle complimenti o critiche (un giorno le disse: «sono molto delusa, non le si può dare fiducia», e mia madre arrivò in lacrime in cucina, dove eravamo sgomenti nel vederla in un tale stato. E il disgusto che provo ancora, quando ci ripenso – quel tono di voce! -, per questo mondo dove si umilia sfrontatamente, e l'odio che ho conservato di questo periodo per i rapporti di potere e le relazioni gerarchiche).
Descrive come la passione per i libri sia stata per lui al tempo stesso un mezzo per dissociarsi dalla sua famiglia e per inventarsi una nuova identità (p. 60). Se Reims rappresentava l'orizzonte dell'insulto e della vergogna riguardo alla propria omosessualità, allontanarsene ha significato la prima tappa di un percorso di ricostruzione di sé. Ma sottolinea anche come tutta la sua traiettoria sia stata segnata da una determinismo sociale: nonostante fosse stato l'unico della sua famiglia ad andare al liceo, se non fosse stato per i suoi risultati, la sua attitudine (appresa nell'ambiente sociale e familiare) lo avrebbe condannato all'esclusione dal sistema scolastico. Spiega come, nella scelta degli studi universitari, abbia giocato a suo svantaggio la mancanza di conoscenza dei meccanismi di selezione che portano a fare delle scelte condannate in partenza (p. 183). Vi è così un meccanismo per cui le classi svantaggiate credono di avere accesso a ciò da cui prima erano escluse (come avviene per esempio nel caso delle università), ma quando invece esse vi accedono, queste posizioni hanno perso il valore che avevano precedentemente nel sistema, cosicché malgrado i cambiamenti, lo scarto tra i dominanti e i dominati resta sempre intatto. Perché anche quando i diplomi sono gli stessi, il loro valore è strettamente legato alla posizione sociale:
Non solo il mio DEA (Diploma di studi approfonditi) non aveva costituito per me la via d'accesso a una tesi di dottorato, ciò che rappresentava per altri, dal momento che per una tesi bisognava avere dei soldi per vivere mentre la si scrive (sennò ci si ostina a credere che la si scrive, fino al giorno in cui ci si deve arrendere all'evidenza: non la si scrive, perché si ha un lavoro che divora il tempo e le energie), ma ancora, e annuncio una verità di cui l'evidenza è talmente flagrante che è pressoché inutile attardarsi a dimostrarla : questo diploma non riveste lo stesso valore e non offre le stesse possibilità secondo il capitale sociale di cui si dispone e secondo il volume d'informazioni necessarie alle strategie di riconversione del titolo in sbocchi professionali. In queste situazioni l'aiuto della famiglia, le relazioni, le reti di conoscenza, eccetera, tutto concorre a dare a un diploma il suo vero valore sul mercato del lavoro.
Nonostante i sogni giovanili di una predestinazione alla vita letteraria e filosofica Eribon descrive come, ben presto, dovette riportare i suoi desideri al livello delle proprie possibilità sociali. E di come sia stato lungo e duro il processo di legittimazione, del pensare in prima persona, processo scontato per chi ha avuto precedenti esperienze di legittimazione nel proprio ambiente di origine, dal mondo sociale e dalle istituzioni,
Fu dunque capitale per me la frase di Sartre nel suo libro su Genet: «L'importante non è ciò che si fa di noi, ma quello che noi stessi facciamo di ciò che si è fatto di noi». Essa costituì presto il principio della mia esistenza. Il principio di un'ascesa: di un lavoro di sé su di sé. Questa frase prese tuttavia nella mia vita un duplice significato, ma in modo contraddittorio, sia nell'ambito sessuale sia sociale: nell'appropriarmi e nel rivendicare il mio essere sessuale ingiuriato nel primo caso, e nello staccarmi dalla mia condizione di origine nel secondo. Potrei dire: da una parte diventando ciò che ero e dall'altra rigettando ciò che avrei dovuto essere. Per me i due movimenti andavano di pari passo. Nel profondo ero marchiato da due verdetti sociali: un verdetto di classe e un verdetto sessuale. Non si scappa mai dalle sentenze emesse in questo modo. E porto in me il marchio dell'una e dell'altra. Dal momento che entrarono in conflitto l'una con l'altra in un momento della mia vita, ho dovuto forgiare me stesso giocando l'una contro l'altra.

##### La société comme verdicte (La società come verdetto)
Con questo libro, uscito nel 2013 Didier Eribon continua il lavoro di autoanalisi iniziato in Retour à Reims nel 2009.
Dapprima analizza il suo percorso di transfugo di classe : di come sia stato possibile un processo di disidentificazione dal proprio ambiente di origine grazie al contatto con le grandi opere della cultura. Si tratta di una vera e propria trasformazione di se stessi che rende universale la possibilità di sfuggire al determinismo sociale. Si acquisiscono nuovi schemi di pensiero e di percezione anche se, a volte, il malessere ritorna attraverso la vergogna e la sensazione di essere scissi tra uno spazio sociale abbandonato e un altro in cui non ci si sente a proprio agio, di cui non si possiedono profondamente i codici. Analizzando il romanzo di Raymond William, Second Generation, Eribon mette in evidenza questo punto più volte :
L'attrazione, il fascino che esercita l'ambiente intellettuale descritto da Williams non escludono affatto che questo provochi su coloro che vi entrano dal di fuori, attraverso una sorta di effrazione, e senza averne posseduto i codici da sempre, un profondo sentimento di malessere che si spinge fino allo smarrimento creato dal senso d'incertezza, che sfocia talvolta in collera, furore, disgusto, odio per quelli che ne sono gli occupanti « naturali » : quale trasmigrato di classe non ha vissuto tutto ciò, a un momento o a un altro. Questo romanzo mostra molto bene questo aspetto : quest'impressione permanente di essere un estraneo che non parla la lingua dell'universo nel quale è arrivato, e che comprende che, nonostante tutti gli sforzi fatti, presenti e futuri, non arriverà mai ad apprenderla veramente, a padroneggiarla come si padroneggia una lingua materna ; questa certezza che gli sarà impossibile educare il suo corpo e i suoi riflessi per sapere come stare, come muoversi, come reagire secondo le regole stabilite ; e questa sensazione quasi fisica di essere escluso per sempre da ciò a cui si aspira , e perfino da ciò a cui si accede.
Se la distanza e la vergogna che ne consegue sono inevitabili esse possono essere tuttavia due forze motrici molto importanti per un lavoro critico, lungo e doloroso, di riappropriazione del proprio passato attraverso il filtro delle armi della cultura dominante alla quale ormai si appartiene, come per esempio la letteratura e la sociologia.
Ricorrendo ancora una volta a figure di transfughi di classe come Annie Ernaux o Pierre Bourdieu Eribon insiste su questo punto centrale : non si tratta di adottare un punto di vista populista ma di poter iniziare un « ritorno » verso il proprio ambiente di origine con un rispetto che non escluda un lavoro critico che ne metta in luce la dominazione simbolica che vi si esercita, sia contro di esso sia al suo interno.
Tuttavia i casi di transfuga di classe sono delle rare eccezioni poiché la « società come verdetto » assegna sempre dal principio un posto agli individui, determinandone le loro traiettorie. In questo senso il meccanismo di funzionamento scolastico è quanto mai un veicolo della perpetuazione di un ordine sociale statico che avviene, in più, con la complicità dei dominati che interiorizzano questi verdetti autoescludendosi. Questi ultimi, infatti, considerano la loro assenza dalle scuole superiori e talvolta dell'obbligo come una scelta cosciente e autonoma, quando invece non si tratta che di un habitus di autoeliminazione ben radicato in loro, attraverso un ethos di classe che si esprime nella virilità, nella preferenza del lavoro manuale e nel rifiuto di tutto ciò che l'educazione impone come disciplina del corpo, rapporto al tempo, ecc … . Tutto ciò non fa che riprodurre la logica di dominazione sociale e la staticità della cultura dominante :
La logica implacabile della riproduzione sociale così fortemente all'opera nel sistema scolastico e universitario (e soprattutto negli accessi agli istituti che aprono le porte ai posti d'insegnanti e di ricercatori), oggi come ieri, ha come peggior risultato, sul piano intellettuale, un'uniformità e dunque una restrizione degli sguardi portati sul mondo sociale, il cui corollario è l'eliminazione quasi totale dei punti di vista che provengono dal mondo operaio .
Attraverso l'esempio della nonna materna Didier Eribon apre una constatazione critica sulla dominazione maschile che dalle donne degli ambienti popolari, perfino quelli di sinistra, è vissuta non tanto come una vera dominazione quanto piuttosto come un aspetto ineluttabile della vita. Questa violenza simbolica è tanto più violenta perché assorbita internamente e perché i dominati non possono aver accesso agli strumenti teorici che permetterebbero loro di liberarsene. Qualsiasi idea di rivolta o trasformazione è quindi assente, dal momento che la dominazione non è percepita come tale.
Il testo prosegue attraverso una critica molto forte ai discorsi, moltiplicati in Francia a partire dagli anni '80, che non cessano di riaffermare la sparizione delle classi sociali. All'origine di questi discorsi vi è, secondo l'autore, sia un'inclinazione neoreazionaria e sia l'assenza dei figli di operai nei gruppi di ricerca, per portare una testimonianza diversa.
Alla fine del testo Eribon tiene a sottolineare come non bisogna limitarsi a una divisione binaria del mondo sociale che vede da un lato « la classe operaia » e dall'altro « la borghesia » come vuole l'analisi marxista della società, perché esistono ben altre forme di dominazione e d'inferiorizzazione trasversali alla divisione della società in classi. In questo senso, rifacendosi a Faucault, Eribon fa appello a una teoria critica che, per essere valida, deve assolutamente prendere in conto differenti temporalità e fratture all'interno dello spazio sociale :
Certo che non prendo in considerazione la « rivoluzione » nel modo in cui Marx l'intendeva : né come idea né come pratica. Le forme dell'assoggettamento sono molteplici e complesse, radicate e allo stesso tempo mutevoli ; e le resistenze o le insurrezioni individuali e collettive che vorrebbero tendere all'uscita dall'assoggettamento, se non alla liberazione e alla libertà, potrebbero non essere sempre, né necessariamente, conciliabili le une alle altre. La storia non è un grande flusso in cui i movimenti e le lotte finiscono per ritrovarsi in una sintesi generale. È possibile, al contrario, che ogni nuova voce che cerca di farsi sentire non sia portata ad affermarsi contro quelle che delimitano la percezione della vita sociale in un dato momento. La divergenza disfa o disferà la convergenza che si crede o si spera di poter installare. Non credo che sia immaginabile e neanche auspicabile di superare questo a priori. Ciò di cui sono certo, invece, è che solo un'analisi teorica sempre rinnovata dei meccanismi della dominazione, nei loro innumerevoli ingranaggi, registri e dimensioni, congiunta a una ferrea volontà di trasformare il mondo nel senso di una più grande giustizia sociale, ci permetterà di resistere, nella misura del possibile, alle diverse forme della violenza oppressiva e di mettere in opera ciò che sarà finalmente legittimo definire una politica democratica.

### Opere principali
- Michel Foucault, 1926-1984, Flammarion, 1989, tr. it. Andrea Buzzi, Leonardo Edizioni 1994. ISBN 2-08-081243-2
- Faut-il brûler Dumézil. Mythologie, science et politique, Flammarion, 1992. Ce livre pose la question du rapport entre science et politique.
- Michel Foucault et ses contemporains, Fayard, 1994.
- Réflexions sur la question gay, Fayard, 1999. tr. it. di Vincenzo Cavagnoli, Edizioni Ariele 2015. (ISBN 2-213-60098-8)
- Papiers d'identité. Interventions sur la question gay, Fayard, 2000. (ISBN 2-213-60576-9)
- Une morale du minoritaire. Variations sur un thème de Jean Genet, Fayard, 2001. (ISBN 2-213-60918-7)
- Hérésies. Essais sur la théorie de la sexualité, Fayard, 2003. (ISBN 2-213-61423-7)
- Sur cet instant fragile… Carnets janvier-août 2004, Fayard, 2004. (ISBN 2-213-62279-5), tr. it. Su questo istante fragile, a cura di A. Romani, Homolegens, Roma, 2010.
- Échapper à la psychanalyse, éditions Léo Scheer, 2005. (ISBN 2-915280-93-2)
- D'une révolution conservatrice et de ses effets sur la gauche française, éditions Leo Scheer, 2007.
- Contre l'égalité et autres chroniques, éditions Cartouche, 2008.
- Retour à Reims, Fayard, 2009, tr. it. Annalisa Romani, Bompiani-Giunti, 2017.
- De la subversion. Droit, norme et politique , éditions Cartouche, 2010.
- Michel Foucault, 1926-1984, nouvelle édition, revue et augmentée, Champs-Flammarion, 2011.
- Retours sur Retour à Reims, éditions Cartouche, 2011.
- Réflexions sur la question gay, nouvelle édition, revue et augmentée, Champs-Flammarion, 2012.
- La société comme verdict. Classes, identités, trajectoires, Fayard, 2013.
- Principes d'une pensée critique, fayard, 2016;

### Dialoghi
- Entretiens avec Georges Dumézil, Gallimard, 1987. (ISBN 2-07-032398-6)
- De près et de loin. Entretiens avec Claude Lévi-Strauss, Odile Jacob, 1988.
- Ce que l'image nous dit. Entretiens sur l'art et la science, avec Ernst Gombrich, Adam Biro, 1991. Réédition aux Éditions Cartouche, 2009.

### Opere collettive
Didier Eribon ha diretto la pubblicazione del Dictionnaire des cultures gays et lesbiennes, Larousse, 2003, nonché gli atti dei seguenti colloqui internazionali :
- Les Études gays et lesbiennes. Actes du colloque des 21 et 27 juin 1997, Paris, éditions du Centre Georges Pompidou, 1998.
- (dir.) L'Infréquentable Michel Foucault. Renouveaux de la pensée critique. Actes du colloque du Centre Georges Pompidou, 21-22 juin 2000, EPEL, 2001.
- (dir. avec Roger Chartier), Foucault aujourd'hui. Actes des neuvièmes rencontres INA-Sorbonne, 27 novembre 2004, L'Harmattan, 2006.